# Black Pumas
Black Pumas é um duo musical de soul psicodélico norte-americano, composto pelo vocalista Eric Burton e pelo guitarrista e produtor musical Adrian Quesada. Com trabalhados baseados em influências da música latina, a dupla foi nomeada ao Grammy Awards de 2020 na categoria de Artista Revelação, sendo a sua primeira indicação. Em 2021, a dupla foi mais uma vez nomeada ao Grammy Awards, sendo dessa vez indicada às categorias de Álbum do ano pelo álbum Black Pumas, bem como à categoria de Gravação do ano e Melhor Performance de American Roots pela faixa "Colors".

## Integrantes

### Formação atual
- Eric Burton – vocais, guitarra
- Adrian Quesada – guitarra

### Artistas convidados
- Angela Miller – vocais de apoio, pandeireta
- Lauren Cervantes – vocais de apoio
- JaRon Marshall – teclados
- Brendan Bond – baixo
- Stephen Bidwell – bateria

## Discografia

### Álbuns de estúdio
| Título                  | Informações                                          | Posição de pico nas paradas musicais | Posição de pico nas paradas musicais | Posição de pico nas paradas musicais | Posição de pico nas paradas musicais | Posição de pico nas paradas musicais | Posição de pico nas paradas musicais | Posição de pico nas paradas musicais | Posição de pico nas paradas musicais | Posição de pico nas paradas musicais | Posição de pico nas paradas musicais |
| Título                  | Informações                                          | EUA                                  | BEL (FL)                             | BEL (WA)                             | FRA                                  | ALE                                  | HOL                                  | SCO                                  | ESP                                  | SUI                                  | UK Sale                              |
| ----------------------- | ---------------------------------------------------- | ------------------------------------ | ------------------------------------ | ------------------------------------ | ------------------------------------ | ------------------------------------ | ------------------------------------ | ------------------------------------ | ------------------------------------ | ------------------------------------ | ------------------------------------ |
| Black Pumas             | - Lançamento: 21 de junho de 2019 - Gravadora: ATO   | 86                                   | 57                                   | 79                                   | 112                                  | 51                                   | 46                                   | 45                                   | 81                                   | 58                                   | 45                                   |
| Chronicles of a Diamond | - Lançamento: 27 de outubro de 2023 - Gravadora: ATO | 69                                   | 15                                   | 19                                   | 21                                   | 16                                   | 20                                   | 18                                   | 79                                   | 19                                   | 22                                   |

### Singles
| Título                               | Ano de lançamento | Posição de pico nas paradas musicais | Posição de pico nas paradas musicais | Posição de pico nas paradas musicais | Posição de pico nas paradas musicais | Posição de pico nas paradas musicais | Posição de pico nas paradas musicais | Posição de pico nas paradas musicais | Posição de pico nas paradas musicais | Posição de pico nas paradas musicais | Posição de pico nas paradas musicais | Certificações           | Álbum                   |
| Título                               | Ano de lançamento | EUA Dig.                             | EUA AAA                              | EUA Adult                            | EUA Rock                             | BEL (FL) Tip                         | CAN Dig.                             | CAN Rock                             | ICE                                  | HOL                                  | UK Down                              | Certificações           | Álbum                   |
| ------------------------------------ | ----------------- | ------------------------------------ | ------------------------------------ | ------------------------------------ | ------------------------------------ | ------------------------------------ | ------------------------------------ | ------------------------------------ | ------------------------------------ | ------------------------------------ | ------------------------------------ | ----------------------- | ----------------------- |
| "Black Moon Rising"                  | 2018              | —                                    | 31                                   | —                                    | —                                    | —                                    | —                                    | —                                    | —                                    | —                                    | —                                    |                         | Black Pumas             |
| "Colors"                             | 2019              | 12                                   | 1                                    | 37                                   | 21                                   | 46                                   | 25                                   | 10                                   | —                                    | 43                                   | 99                                   | - RIAA: Ouro - MC: Ouro | Black Pumas             |
| "OCT 33"                             | 2020              | —                                    | —                                    | —                                    | —                                    | —                                    | —                                    | —                                    | —                                    | —                                    | —                                    |                         | Black Pumas             |
| "Fire"                               | 2020              | —                                    | 3                                    | —                                    | —                                    | —                                    | —                                    | 20                                   | —                                    | —                                    | —                                    |                         | Black Pumas             |
| "I'm Ready"                          | 2020              | —                                    | 34                                   | —                                    | —                                    | —                                    | —                                    | —                                    | 32                                   | —                                    | —                                    |                         | Black Pumas (Deluxe)    |
| "Christmas Will Really Be Christmas" | 2020              | —                                    | —                                    | —                                    | —                                    | —                                    | —                                    | —                                    | —                                    | —                                    | —                                    |                         | Single avulso           |
| "Strangers" (com Lucius)             | 2021              | —                                    | —                                    | —                                    | —                                    | —                                    | —                                    | —                                    | —                                    | —                                    | —                                    |                         | Single avulso           |
| "More Than a Love Song"              | 2023              | —                                    | 1                                    | —                                    | —                                    | —                                    | —                                    | 27                                   | —                                    | —                                    | —                                    |                         | Chronicles of a Diamond |
| "Mrs. Postman"                       | 2023              | —                                    | —                                    | —                                    | —                                    | —                                    | —                                    | —                                    | —                                    | —                                    | —                                    |                         | Chronicles of a Diamond |

### Álbuns ao vivo
| Título                            | Informações                                       | Posição de pico nas paradas musicais | Posição de pico nas paradas musicais | Posição de pico nas paradas musicais |
| Título                            | Informações                                       | EUA                                  | SCO                                  | UK Indie                             |
| --------------------------------- | ------------------------------------------------- | ------------------------------------ | ------------------------------------ | ------------------------------------ |
| Capitol Cuts (Live from Studio A) | - Lançamento: 4 de junho de 2021 - Gravadora: ATO | 86                                   | 62                                   | 49                                   |